# تام چاپلین
توماس چاپلین ملقب به توماس الیور چاپلین (به انگلیسی: Thomas Oliver Chaplin) (زاده ۸ مارس ۱۹۷۹ در هِیستینگز) آهنگساز و خواننده اصلی گروه کین است. در سال ۲۰۱۶ اولین آلبوم خود به نام The Waveمستقل از گروه را منتشر کرد.

## آلبوم‌ها

### گروه کین
1. امیدها و هراس‌ها (Hopes and Fears) در سال ۲۰۰۴
2. زیر دریای آهنین (Under the Iron Sea) در سال ۲۰۰۶
3. تقارن بی‌نقص (Perfect Symmetry) در سال ۲۰۰۸
4. قطار شب (Night Train) در سال ۲۰۱۰
5. سرزمین عجیب (Strangeland) در سال ۲۰۱۲
6. بهترین‌های کین (The Best of Keane) در سال ۲۰۱۳
7. علت و معلول (Cause and Effect) در سال ۲۰۱۹

### مستقل
1.(The Wave) در سال ۲۰۱۶
2.(Twelve Tales of Christmas) در سال ۲۰۱۷
3.(Midpoint) در سال ۲۰۲۲